# Westwood One
Westwood One, Inc. ist ein auf Content Syndication und Programmvermarktung spezialisiertes Unternehmen des US-Medienkonzerns Cumulus Media. Das Unternehmen ist der zweitgrößte Programmzulieferer für die rund 15.000 Radiostationen in den Vereinigten Staaten.

## Geschichte
Westwood One wurde im Jahr 1974 von Norman J. Pattiz gegründet. Pattiz war aus seinem Job als Sales Manager einer TV-Station in Los Angeles entlassen worden und überlegte sich ein neues Geschäftsmodell für die Medienbranche. Er erkannte den Mangel an geeigneten Verbreitungsstrukturen von kommerziellen nationalen Programmen für lokale und regionale Stationen. Später verkaufte er das Unternehmen. Es gehörte zunächst zu CBS Radio, dem Radiobereich der CBS Corporation und Viacom. Ende der 1990er-Jahre nutzten rund 1500 Radiostationen als Vertragsnehmer die Dienste von Westwood One. Im Jahr ging das Unternehmen über die Gores Group an Dial Global. Im Jahr 2013 erhielt das Unternehmen seinen alten Namen und ging eine Kooperation mit Cumulus Media, dem zweitgrößten Besitzer von US-Radiostationen ein. Heute sind in Westwood One das ursprüngliche Westwood One und das Cumulus-eigene Cumulus Media Network vereinigt.

## Verbreitete Inhalte
US-weit überspielt Westwood One Programme aus dem Bereich Musik und Entertainment, Talk und Sport. Die NFL-Berichterstattung incl. des Super Bowls wird via Westwood One Sports übertragen. Auch sämtliche Inhalte des Fox News Radio und des CBS News Radio werden von Westwood One verbreitet.

### Talk Hosts
Bekannteste Hosts sind die konservative Moderatoren Mark R. Levin (Platz 4 des Talkers Magazine 2016), Michael Savage (Platz 7 des Talkers Magazine 2016) und Jim Bohannon (Platz 17).

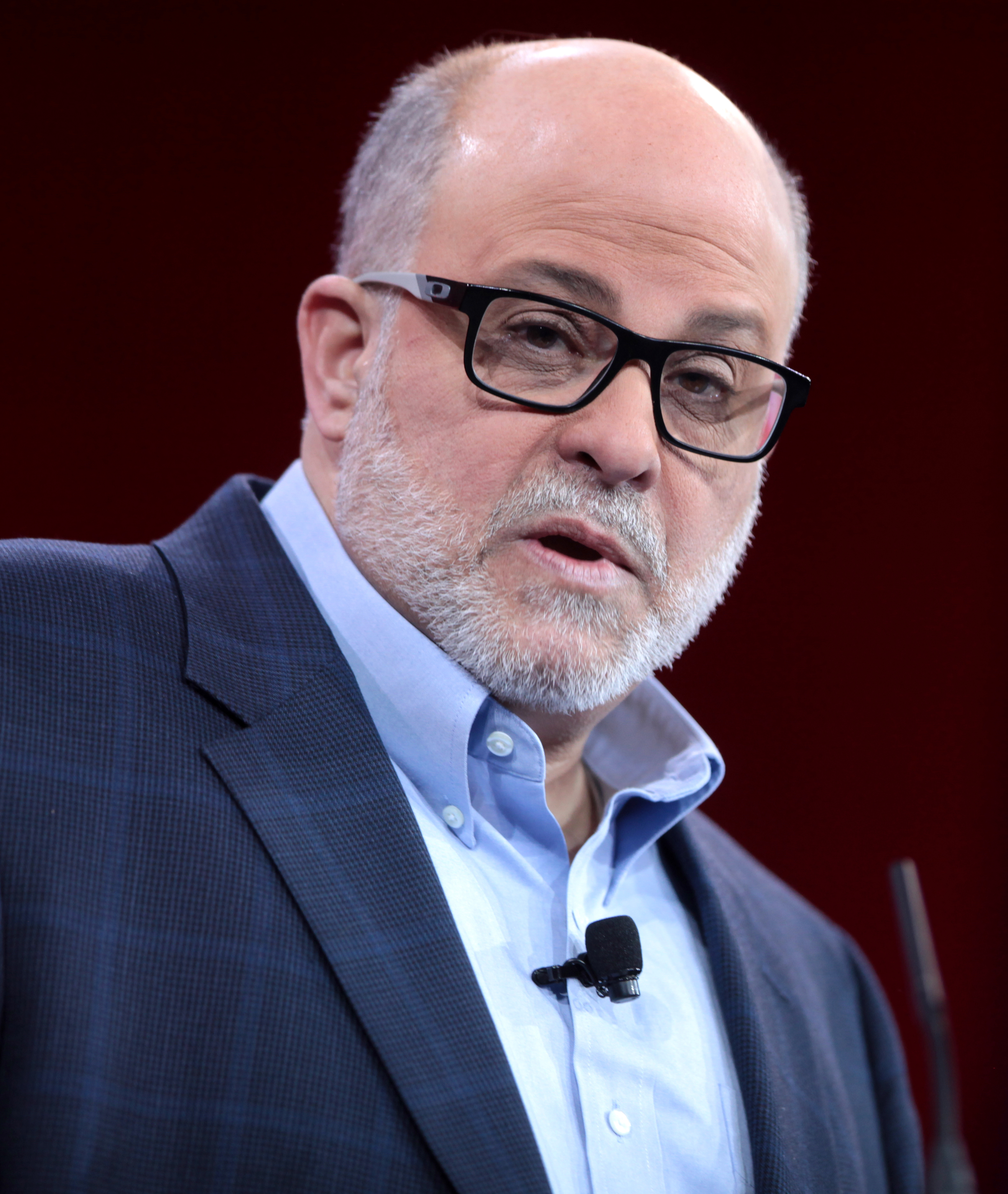
Mark Levin, 2006
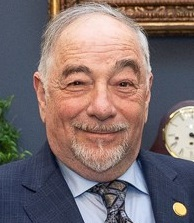
Michael Savage, 2018